# Dunfermline (circonscription du Parlement d'Écosse)
Pour les articles homonymes, voir Dunfermline (homonymie).
Dunfermline dans le Fife était un Burgh royal qui a élu un Commissaire au Parlement d'Écosse et à la Convention des États.
Après les Actes d'Union de 1707, Dunfermline, Culross, Inverkeithing, Queensferry et Stirling ont formé le district de Stirling, envoyant un membre à la Chambre des communes de Grande-Bretagne.

## Liste des commissaires de burgh
- 1661–63: James Mudie, baili [1]
- 1665 convention, 1667 convention, 1669–1774: Peter Walker, provost [2]
- 1678 convention: John Anderson, marchand, baili [3]
- 1681–82: Andrew Belfrage, baili [4]
- 1685–86: Sir Patrick Murray [5]
- 1689 convention, 1689–97: Sir Charles Halkett de Pitfirrane (mort en 1697) [6]
- 1697: Sir Patrick Aikenhead (mort vers 1698)[7]
- 1699–1701: Jomes Hamiltoun [7]
- 1702–05: Sir James Halkett de Pitfirrane (mort en 1705) [8]
- 1705–07: Sir Peter Halkett de Pitfirrane[9]